# Baixa Lusàcia

Escut de la Baixa Lusàcia

La Baixa Lusàcia (alemany Niederlausitz, alt sòrab Dolna Łužyca, baix sòrab Delnja Łužica, polonès Dolne Łużyce) és una regió històrica que ocupa la part septentrional de la Lusàcia. Gran part de l'estat federat de Brandenburg (Alemanya), així com part del voivodat de Lubusz, a la República de Polònia. Les principals ciutats, endemés de la capital Lübben són Calau, Cottbus, Guben (Gubin), Luckau, Spremberg, Finsterwalde, Senftenberg i Żary. És la zona d'assentament dels sòrabs que parlen el baix sòrab, una llengua eslava relacionada amb l'alt sòrab i el polonès.

## Geografia
L'àrea dins de la Plana Alemanya del Nord es caracteritza pels boscos i prats. Entre Baixa Lusàcia i el sud de l'Alta Lusàcia hi ha una regió de turons anomenada Grenzwall, que significa «mur de la frontera», la continuació oriental de la Fläming. A l'edat mitjana en aquesta zona hi havia boscos densos, cosa que representava un obstacle important per al trànsit civil i militar.
Durant els segles xix i xx s'hi desenvolupà la indústria i la mineria extensiva de lignit a cel obert, cosa que provocà que molts pobles de la regió fossin danyades o destruïdes, especialment per ordre de les autoritats d'Alemanya Oriental. Si bé aquest procés està encara en curs, algunes de les primeres mines ara esgotades a cel obert es creen llacs artificials, amb molta esperança d'atreure turistes, i l'àrea es diu Lausitzer Seenland (‘País dels Llacs de Lusàcia’).

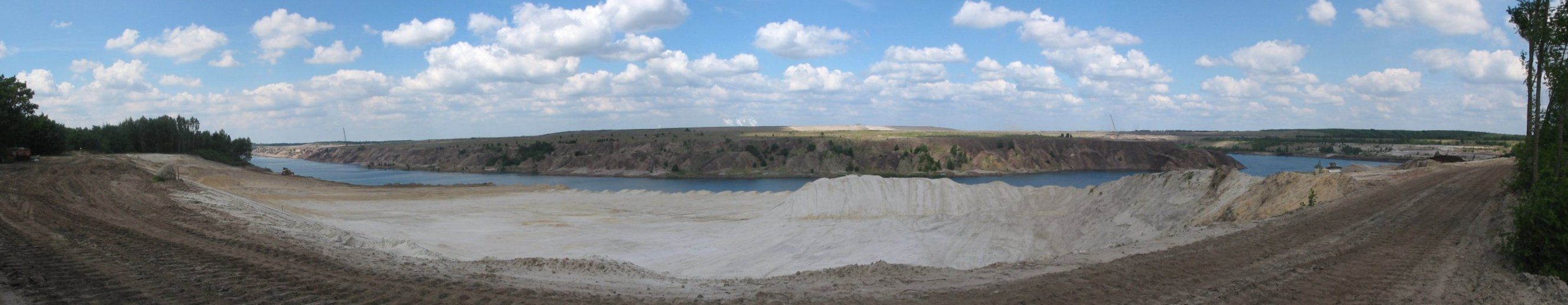
Recultivació i inundació d'una antiga mina de lignit al nord de Klinge, prop de Cottbus

## Història
La Baixa Lusàcia correspon aproximadament amb el territori de l'antiga Marca de Lusàcia o Marca Saxona Oriental, entre els rius Saale i Bobr, que pel 965 foren separades de la gran Marca Geronis, conquerida pel comte saxó Gero I en el curs de les seves campanyes contra els eslaus polabians des del 939. Odó I va esdevenir el primer marquès, el seu successor Gero II des de 1002 va haver de fer front a diversos atacs de duc de Polònia Boleslau I Chrobry, que no va acabar fins al Tractat de Bautzen de 1018 al,qual va cedir una gran part de Lusàcia oriental a Polònia. L'emperador Conrad II del Sacre Imperi Romanogermànic va reconquerir els territoris el 1031.

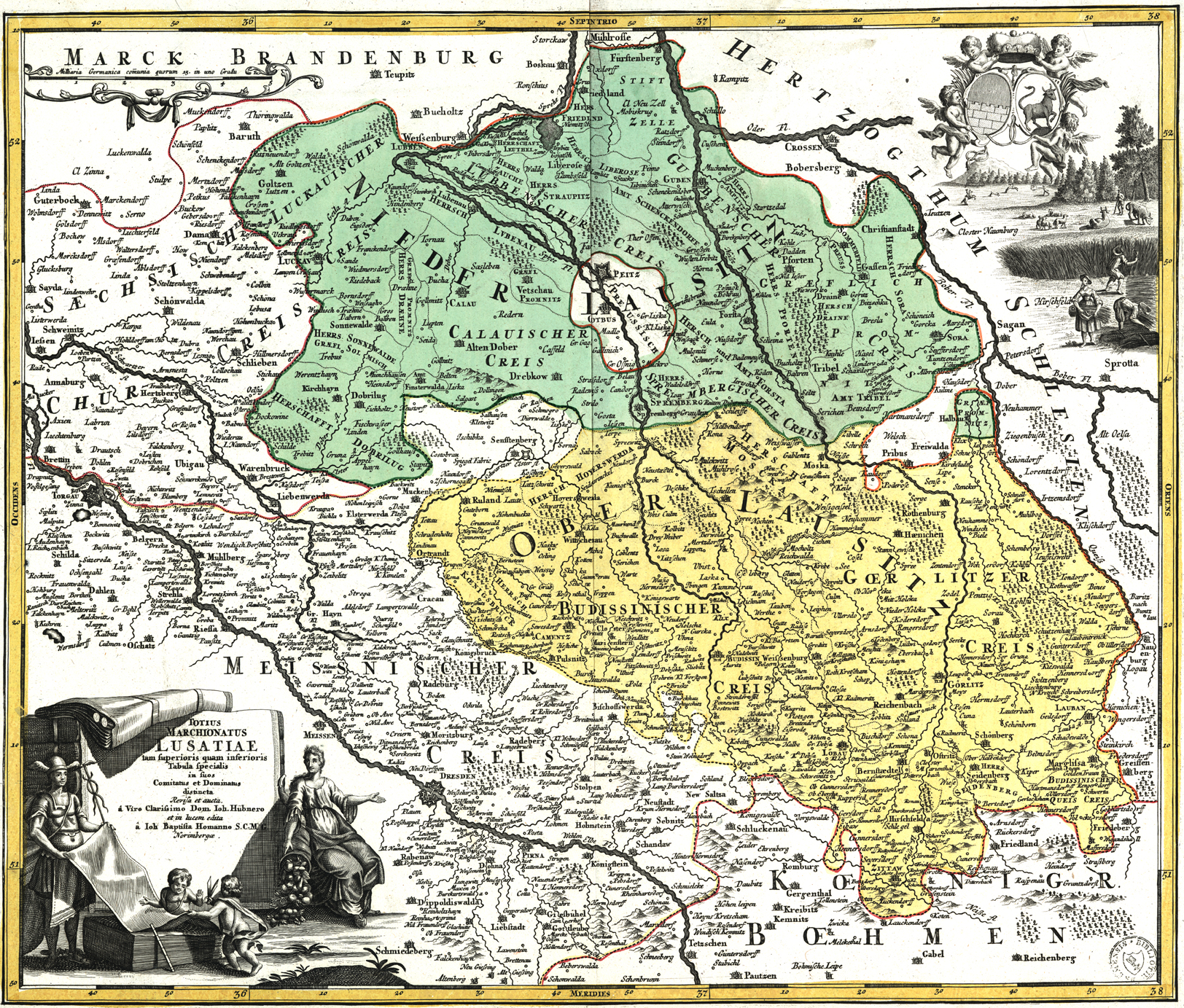
La Baixa (verd) i Alta Lusàcia (groc), Johann Homann, segle XVIII

El 1136 Conrad el Gran de la poderosa Casa de Wettin, marcgravi de Meissen des de 1123, també va rebre el de Lusàcia el 1136. Va romandre sota el govern de la dinastia dels Wettin fins que el 1303 la Marca Lusàcia va ser adquirit pels marcgravis Ascani de Brandenburg. Amb la marca sota el poder de Brandenburg va ser heretat per la dinastia Wittelsbach el 1320, fins que l'elector Otto V de Baviera el 1367 la va vendre a l'emperador Carles IV de Luxemburg, que van incorporar la Baixa Lusàcia en les terres de la corona txeca. El pare de Carles, el rei Joan I de Bohèmia ja havia adqurit el territori adjacent al sud dels voltants de les ciutats de Bautzen i Görlitz, per la qual cosa el terme Alta Lusàcia. L'antic senyoriu de Cottbus va ser adquirida per Brandenburg el 1455 i va continuar com un enclavament en el regne de Bohèmia.
Les dues Lusàcies foren terres de la Corona de Bohèmia separadament sota l'imperi de la de casa de Luxemburg, després sota la dinastia Jagelló i des de 1526 sota la dinastia dels Habsburg. En el curs de la reforma protestant, la gran majoria de la població es va tornar protestant. L'era de Bohèmia va arribar a la fi quan l'emperador Ferran II d'Habsburg va cedir les dues Lusàcies a l'elector Joan Jordi I de Saxònia per la Pau de Praga de 1635, a canvi del seu suport en la Guerra dels Trenta Anys, després de la qual les terres va tornar a la Casa de Wettin.
Com el Regne de Saxònia s'havia aliat amb Napoleó I va haver de cedir la Baixa Lusàcia a Prússia el 1815 pel Congrés de Viena. Després d'això el territori es incorporar en la província de Brandenburg. Amb l'aplicació de la línia Oder-Neisse en la Conferència de Potsdam (1945), les terres a l'est del riu Neisse van passar a Polònia.

## Política i administració

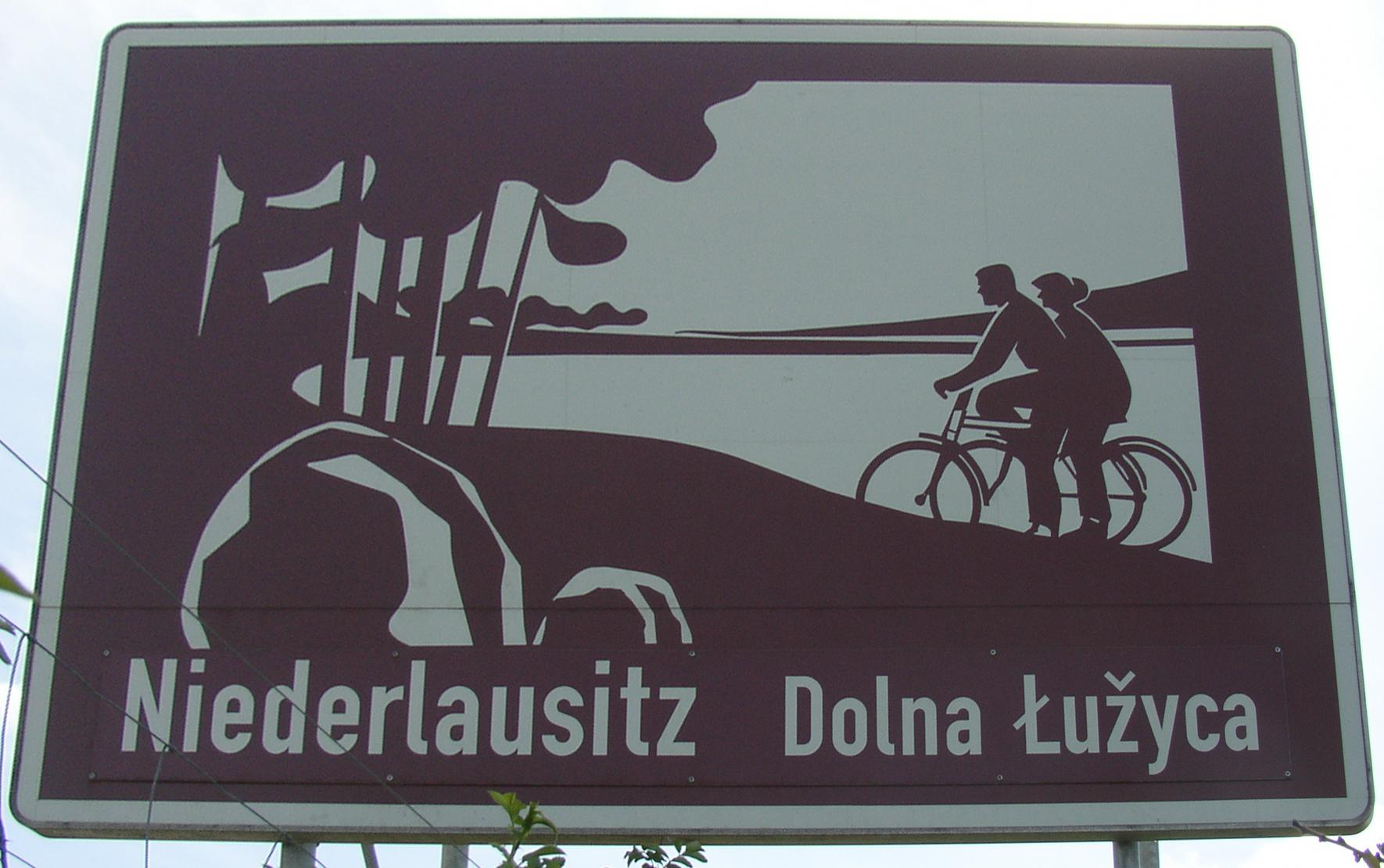
Senyalització del país en alemany i sòrab

Actualment, el territori de l'Estat de Brandenburg és dividit en diversos districtes. No hi ha hagut cap intent d'unificar les zones de la Baixa Lusàcia en un sol districte a l'estil de l'antic comtat de Cottbus.